# Жоро Павето
Жоро Павето, наричан още българския Джак Изкормвача, е сериен изнасилвач от квартал Коньовица, действал в София през 1968 г.
За няколко месеца са извършени 6-7 изнасилвания, като нападната жена на 69 години умира в болница. Прякорът „Жоро Павето“ идва от намереното паве, увито в найлонов плик до една от потърпевшите.
В тези престъпления е обвинен глухонемият Милчо Миланов от село Ракита и задържан от полицията. Въпреки че е осъден и лежи известно време в затвора, по-късно той е освободен поради липса на достатъчно доказателства.
В началото на 1970-те години се появява нов изнасилвач, известен като Жоро Павето Втори, който извършва 10 изнасилвания и двойно убийство. През 1975 г. е заловен извършителят Георги Йорданов и осъден на смърт чрез разстрел.
Истинската самоличност на Жоро Павето остава неразкрита и се счита, че някои изнасилвания с по-късна дата са също негово дело.